# Абрек (минный крейсер)
«Абре́к» — минный крейсер российского императорского флота.

## Строительство
Заложен 5 июля 1895 года на верфи В:мъ Крейтонъ и Ко. в Або. За постройкой наблюдал корабельный инженер Н. Н. Пущин. Спущен на воду 11 мая 1896 года. Корабль испытывала комиссия под председательством контр-адмирала В. П. Мессера летом 1897 года. Вступил в строй 23 сентября 1897 года. Вошёл в состав Балтийского флота.

## Служба
- 10 октября 1907 года переклассифицирован в посыльное судно.
- 10 декабря 1907 года разоружён и передан пограничной страже.
- В 1909 году вновь вооружён.
- 1 августа 1914 года включён в состав БФ в качестве посыльного судна.
- В 1918 году переклассифицирован в гидрографическое судно.
- В 1921 году законсервирован и сдан на хранение.
- В 1926 году расконсервирован и 19 апреля 1936 года возвращён в класс посыльных судов.
- 15 июня 1940 года переклассифицирован в плавбазу.
- В этом качестве участвовал в советско-финляндской и Великой Отечественной войне.
- 28 июля 1944 года исключён из состава флота и в 1948 году разобран на металл.

## Командиры
- 8 апреля 1896 — xx.xx.xxxx — капитан 2-го ранга Протасьев, Александр Васильевич
- xx.xx.190x — xx.xx.xxxx — капитан 2-го ранга Хомутов, Анатолий Илиодорович
- хх.хх.1901 — хх.хх.1902 — капитан 2-го ранга Чернышёв, Николай Кузьмич
- 22 марта 1904 — 26 августа 1905 — капитан 2-го ранга Васильковский, Станислав Францевич
- 26 сентября 1905 — 1 мая 1906 — капитан 2-го ранга Хоменко, Александр Александрович
- 1 мая 1906 — хх.хх.хххх — капитан 2-го ранга Кумани, Михаил Михайлович
- 22 апреля 1907 — xx.xx.xxxx — капитан 2-го ранга Бахирев, Михаил Коронатович
- 2 июня 1909 — хх.хх.хххх — капитан 2-го ранга Балк, Павел Захарьевич